# Бранит, Брюс
Брюс Бранит (англ. Bruce Branit; род. 10 июля 1967, Канзас) — американский кинорежиссёр, имеющий большой опыт в компьютерной графике и создании визуальных эффектов. Восемь раз номинирован на премию Эмми за выдающиеся визуальные эффекты. Владеет фирмой Branit VFX, расположенной в Канзас-Сити, которая делает визуальные эффекты для телевидения, фильмов и рекламы.

## Детство, образование
Родился 10 июля 1967. Учился промышленному дизайну в Канзасском университете.
В 1995 году переехал из Канзас-Сити, штат Миссури в Лос-Анджелес. В 2004 году вернулся в Канзас-Сити.

## Известные работы
Бранит известен работой над короткометражным фильмом «405» (2000 г.). Трёхминутный фильм с участием Джерэми Ханта показывает самолёт McDonnell Douglas DC-10, успешно совершивший вынужденную посадку на лос-анджелесскую дорогу.
В 2007 г. Бранит выпустил World Builder — трогательный короткометражный фильм, показывающий интерфейс компьютера будущего для создания голографического мира для женщины, лежащей в коме. Этот ролик взял несколько наград на KC Filmmakers Jubilee, Международном Индианапольском фестивале и Indy Shorts Fest.

## Личная жизнь
Бранит живёт с женой и сыном рядом с Канзас-Сити.

## Награды и номинации
| Год  | Награда                                      | Категория                                                                 | Работа                    | Результат |
| ---- | -------------------------------------------- | ------------------------------------------------------------------------- | ------------------------- | --------- |
| 1999 | Прайм-тайм премия «Эмми»                     | Лучшие визуальные эффекты для сериала (Эпизод: «Thirty Days»)             | Звёздный путь: Вояджер    | Номинация |
| 2000 | Прайм-тайм премия «Эмми»                     | Лучшие визуальные эффекты для сериала (Эпизод: «The Haunting Of Deck 12») | Звёздный путь: Вояджер    | Номинация |
| 2000 | Прайм-тайм премия «Эмми»                     | Лучшие визуальные эффекты для сериала (Эпизод: «Life Line»)               | Звёздный путь: Вояджер    | Номинация |
| 2003 | Прайм-тайм премия «Эмми»                     | Лучшие визуальные эффекты для сериала (Эпизод: «The Expanse»)             | Звёздный путь: Энтерпрайз | Номинация |
| 2012 | Прайм-тайм премия «Эмми»                     | Лучшие визуальные эффекты для сериала (Эпизод: «Face Off»)                | Во все тяжкие             | Номинация |
| 2012 | Общество специалистов по визуальным эффектам | Лучшие вспомогательные визуальные эффекты (Эпизод: «Face Off»)            | Во все тяжкие             | Номинация |
| 2016 | Прайм-тайм премия «Эмми»                     | Лучшие визуальные эффекты для сериала (Эпизод: «Кроличья нора»)           | 11.22.63                  | Номинация |
| 2018 | Прайм-тайм премия «Эмми»                     | Лучшие специальные визуальные эффекты (Эпизод: «Пассажир»)                | Мир Дикого запада         | Номинация |
| 2020 | Прайм-тайм премия «Эмми»                     | Лучшие специальные визуальные эффекты (Эпизод: «Теория кризиса»)          | Мир Дикого запада         | Номинация |

## Избранная фильмография
- Мир Дикого запада / Westworld (2018—2020)
- Праведные Джемстоуны / The Righteous Gemstones (2019)
- 11.22.63 / 11.22.63 (2016)
- Верь / Believe (2014)
- Почти человек / Almost Human (2014)
- В поле зрения / Person of Interest (2011—2013)
- Революция / Revolution (2012—2013)
- Грызущий ногти / Nailbiter (2013)
- Грань / Fringe (2010—2013)
- Алькатрас / Alcatraz (2012)
- Под прикрытием / Undercovers (2012)
- Во все тяжкие / Breaking Bad (2010—2011)
- Сбежавшая работа / Outsourced (2010—2011)
- Гавайи 5.0 / Hawaii Five-0 (2010—2011)
- Вспомни, что будет / FlashForward (2010)
- Мёртвые до востребования / Pushing Daisies (2008—2009)
- Братья и сёстры / Brothers & Sisters (2007, 2009)
- Остаться в живых / Lost (2006, 2008—2009)
- Лунный свет / Moonlight (2007)
- Призрачный гонщик / Ghost Rider (2007)
- Поверхность / Surface (2006)
- Кинг-Конг / King Kong (2005)
- Миссия «Серенити» / Serenity (2005)
- Приключения Шаркбоя и Лавы / The Adventures of Sharkboy and Lavagirl in 3-D (2005)
- Город грехов / Sin City (2005)
- Грязный стыд / A Dirty Shame (2004)
- Звёздный путь: Энтерпрайз / Star Trek: Enterprise (2003)
- Кунг-По: Нарвись на кулак / Kung Pow! Enter the Fist (2002)
- Звёздный путь: Вояджер / Star Trek: Voyager (1996—2001)
- Чужой билет / Bounce (2000)
- 405 / 405 (2000)
- G-Saviour / G-Saviour (1999)
- Звёздный путь: Глубокий космос 9 / Star Trek: Deep Space Nine (1997—1999)
- Спасатели Малибу / Baywatch (1998)
- Адвокат дьявола / The Devil’s Advocate (1997)
- Спаун / Spawn (1997)
- Титаник / Titanic (1996)
- Скользящие / Sliders (1995)